# Гонгота (станція)
Гонгота (рос. Гонгота) — станція Читинського регіону Забайкальської залізниці Росії, розташована на дільниці Заудинський — Каримська між станціями Могзон (відстань — 21 км) і Сохондо (21 км). Відстань до ст. Заудинський — 426 км, до ст. Каримська — 219 км.